# Real Club Celta de Vigo
Il Real Club Celta de Vigo SAD (pron. galiziana: [reˈal ˈkluβ ˈθeltɐ ðɪ ˈβiɣʊ], spagnola: re̞ˈal ˈkluβ̞ ˈθe̞lta ð̞e̞ ˈβ̞iɰo̞), conosciuto comunemente come Celta Vigo in Italia e Celta de Vigo o semplicemente Celta in Spagna, è una società calcistica spagnola con sede nella città di Vigo, in Galizia. Milita nella Primera División la massima divisione del campionato spagnolo di calcio.
Il club fu fondato il 23 agosto 1923. La compagine, soprannominata Los Celestes (I Celesti) gioca tradizionalmente in maglia celeste e calzoncini bianchi nello stadio casalingo Balaídos, che può ospitare fino a 35.000 spettatori ed il cui nome, in lingua galiziana, significa "campo libero".
Vincitore della Coppa Intertoto Uefa nel 2000, il Celta Vigo ha disputato un gran numero di stagioni nella massima divisione spagnola e conta tre finali di Coppa del Re (1948, 1994 e 2001, tutte perse). Ha partecipato, specialmente negli anni '90, varie volte alle competizioni europee, dove ha ottenuto, quale miglior risultato, la semifinale, raggiunta nell'Europa League 2016-2017.

## Storia

### Fondazione ed esordi

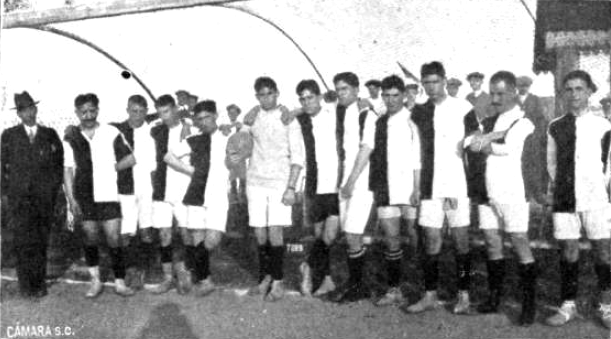
Il Vigo Football Club, precursore nel 1912 del Celta

Il Celta de Vigo nacque come risultato dell'ambizione delle squadre di Vigo di farsi avanti a livello nazionale dopo risultati non positivi, specialmente conseguiti contro le squadre basche che erano divenute in quel periodo le bestie nere delle compagini cittadine. L'idea originaria era di unire le due principali formazioni della zona per ottenere una squadra più competitiva. Il principale ispiratore di questa iniziativa fu Manuel de Castro "Handicap", un giornalista sportivo che lavorava al Faro de Vigo che, dal 1915, cominciò a scrivere nei suoi articoli tale necessità per poter aspirare a traguardi più elevati. Lo slogan del suo movimento era "Todo por y para Vigo" (Tutto da e per Vigo), che trovò successivamente la simpatia dei dirigenti sia del Real Vigo Sporting (nato nel 1911) che del Real Club Fortuna de Vigo (fondato nel 1905). Raggiunse presto consenso unanime, tanto che De Castro stesso presentò la mozione Federazione calcistica della Spagna a Madrid, il 22 giugno 1923.
Il 12 luglio seguente, ai consigli amministrativi delle due società storiche tenutesi al Teatro Odeon e nell'Hotel Moderno, la fusione venne approvata. Il nome scelto inizialmente era "Squadra di Galizia" ma la scelta fu rimandata successivamente alla prima assemblea della neonata società ed i nomi suggeriti furono vari: Real Unión de Vigo, Club Galicia, Real Atlántic, Breogán, Real Club Olimpico.
Nonostante l'ultimo nome fosse piuttosto popolare, alla fine la scelta cadde su Real Club Celta, che richiama all'antico popolo celtico che abitava la Galizia. Il primo presidente del Celta fu Manuel Bárcena de Andrés, conte di Torre Cedeira. Alla stessa assemblea fu decisa la squadra, che comprendeva in totale ben 64 calciatori facenti parte di entrambe le vecchie compagini: Isidro, Lilo e Rubido tra i portieri, Otero, Pasarín, Juanito Clemente, Daniel e Kaíto tra i difensori, Jacobo Torres, Balbino, Queralt, Hermida, Pombo, Cruces, Córdoba, Máximo e Bienvenido tra i centrocampisti e Reigosa, Chiarroni, Posada, Polo, Correa, Gerardito, Ramón González, Caride, Pinilla, Salvador, Chicha, Miguelito e Casal infine tra gli attaccanti. Francis Cuggy fu il primo allenatore. Il primo match amichevole della nuova squadra venne disputato il 23 settembre, contro i portoghesi del Boavista, e vide i galiziani vittoriosi per 8-2.

### Dagli albori agli anni '70

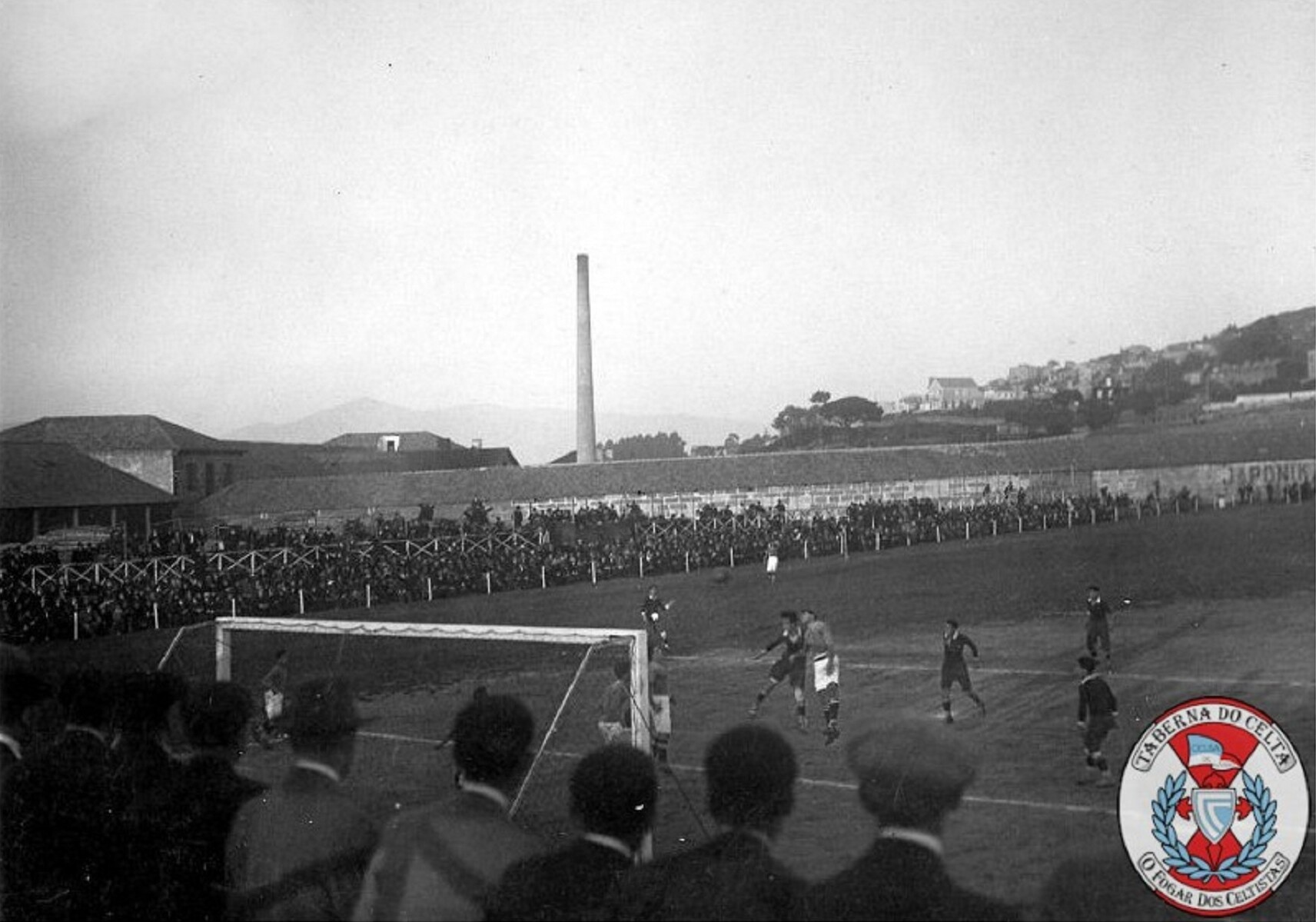
Una partita del Celta degli anni '20 nel vecchio campo di Coia

Il club esordì a livello locale nel Campionato Regionale di Galizia, che vinse per 3 volte fra il 1923 ed il 1926. Nel 1925 disputa il primo scontro con i futuri rivali storici del Deportivo la Coruna, mentre del 1928 è l'esordio nello stadio Balaídos, in seguito la casa storica della squadra. Nella stagione 1928-1929 il club esordì in un campionato nazionale, non riuscendo a salvarsi nella neonata Segunda División. Nel 1930-1931 la squadra riguadagnò la categoria cadetta, mentre è datata 1936 la prima storica promozione in Primera División; l'esordio nella massima serie del calcio spagnolo dovette tuttavia attendere tre anni a causa dell'interruzione delle competizioni causata dalla guerra civile spagnola. La permanenza in Liga durò cinque anni: nel 1944-45 la squadra tornò in Segunda, dove però restò un solo anno. Si aprì così un lungo periodo di militanza in Liga di 14 anni, nel quale la squadra ottenne come miglior risultato il quarto posto in campionato nella stagione 1947-1948. Lo stesso anno, i galiziani riuscirono a raggiungere per la prima volta la finale di una competizione nazionale, la Coppa del Generalissimo, persa per 4-1 contro il Siviglia.
Nel decennio seguente il Celta riuscì ad imporsi come una presenza fissa nella Liga, prima di una nuova retrocessione in Segunda nel 1959. Si aprì così per la squadra un periodo difficile, che la vide militare per tutto il decennio successivo in serie cadetta, prima di ottenere una nuova promozione nel 1969.
Tornata in Primera, la compagine galiziana riuscì a mantenere la categoria e a qualificarsi per la prima volta, al termine della stagione 1970-71, una delle migliori della storia della squadra (che rimase imbattuta in casa per tutto l'arco del torneo), ad una competizione europea, la Coppa UEFA dell'anno seguente, grazie al 6º posto maturato in campionato, a pari punti con l'Athletic Club. L'esordio in Europa non fu tuttavia particolarmente brillante per il club, estromesso al primo turno dall'Aberdeen non riuscendo a recuperare un 2-0 incassato in casa.
La seconda metà degli anni '70 aprì un periodo turbolento per il Celta, che per il successivo decennio non riuscì quasi mai a mantenere la categoria, venendo costantemente promosso o retrocesso. Nel 1980 la squadra retrocesse in Segunda División B, la terza categoria del calcio spagnolo, a quasi cinquant'anni di distanza dall'ultima volta. Risalito in Primera dopo soli due anni grazie ad una doppia promozione nel biennio 1980-1982 sotto la guida del tecnico jugoslavo Milorad Pavić, il club dovette attendere la fine degli anni'80 per riguadagnare stabilmente una posizione in massima serie.

### Gli anni Novanta e l' "Euro Celta" (1990-2004)

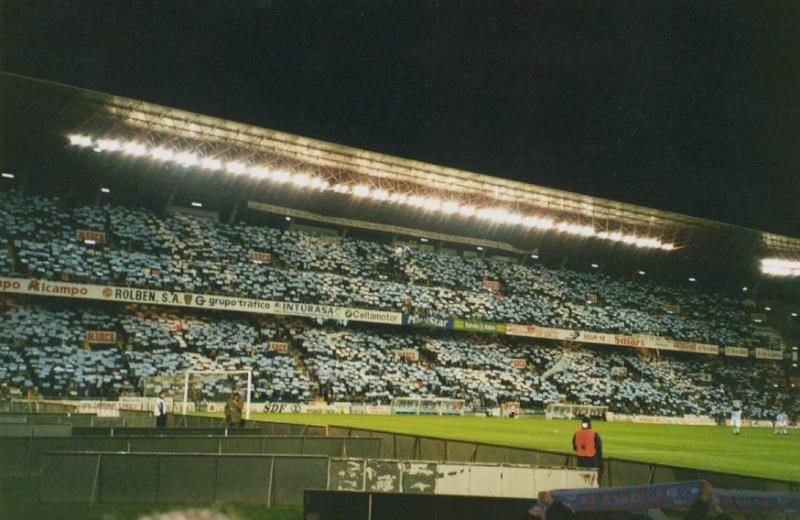
Lo Stadio Balaídos nella storica serata del 9 marzo 2000, quando il Celta colse una vittoria per 4-0 contro la Juventus negli ottavi di ritorno della Coppa UEFA

L'arrivo degli anni '90 vide la compagine galiziana confermarsi come una stabile nella prima serie spagnola; la squadra riuscì a raggiungere nel 1994 una nuova finale di Coppa del Re, persa questa volta contro il Real Saragozza solo ai calci di rigore.
Nella stagione 1998-1999 il Celta ottenne, grazie al sesto posto conquistato nella stagione precedente, una storica qualificazione alla Coppa UEFA dell'anno successivo, che permise alla squadra di tornare a disputare un torneo europeo a 27 anni di distanza dalla prima volta. La campagna europea fu questa volta più soddisfacente, con il Celta che riuscì a raggiungere gli i quarti di finale, dopo aver eliminato fra le altre il Liverpool, vincendo sia la gara di andata sia quella di ritorno ad Anfield Road.
La qualificazione europea non restò un'impresa isolata, ma venne ripetuta già l'anno successivo. Nella stagione seguente fu memorabile in particolare la vittoria, nella gara di ritorno degli ottavi di finale della Coppa UEFA, per 4-0 in casa ai danni della Juventus (dopo aver rimontato l'1-0 subito a Torino nella partita di andata).
Il momento migliore del Celta risale proprio al periodo tra la fine degli anni novanta e l'inizio dei primi anni duemila (1997-2003), durante i quali la squadra riuscì a divenire pressoché stabilmente la sesta forza della nazione, portando al culmine i propri sforzi nel 2001-2002, quando non scese mai sotto il sesto posto per tutto il campionato. La compagine galiziana fu soprannominata EuroCelta dalla stampa spagnola e nel febbraio 2001 la IFFHS dichiarò il Celta la migliore squadra del mondo in termini di risultati ottenuti in quel periodo. A coronamento del periodo felice dei galiziani, il raggiungimento nel Coppa del Re della terza finale di Coppa del Re, persa nuovamente contro il Real Saragozza per 3-1.
Nel 2002-2003, sotto la guida del nuovo tecnico Miguel Ángel Lotina, il Celta si piazzò quarto in campionato, qualificandosi così per la prima volta nella sua storia alla Champions League. Nell'edizione 2003-2004 del massimo torneo calcistico continentale riuscì a superare il gruppo di qualificazione grazie ad una vittoria per 2-1 sul campo del Milan detentore del trofeo e a raggiungere gli ottavi di finale, dove fu eliminato dall'Arsenal. Malgrado il buon risultato in Champions, il tecnico Lotina fu sollevato dall'incarico in quella stessa stagione, alla fine di gennaio, prima ancora degli ottavi di Champions, a causa di pesanti sconfitte rimediate contro i rivali storici del Deportivo (0-5) e contro la Real Sociedad (2-5), risultati che lasciarono il Celta ad un punto dalla zona retrocessione. Al suo posto fu chiamato Radomir Antić, con cui la squadra fece intravedere segnali di ripresa, prima dell'eliminazione contro l'Arsenal (due sconfitte, per 2-3 in casa e per 2-0 ad Highbury). Intanto in campionato il Celta crollò e si avviò vesto un mesto ritorno in Segunda División. Antić si dimise alla fine di marzo, ma a nulla valse l'arrivo di Ramón Carnero e Rafa Sáez, con cui il rendimento migliorò, ma non a tal punto da evitare la caduta in seconda serie a 12 anni di distanza dall'ultima apparizione.

### Declino e risalita (2006- )

Rendimento in campionato del Real Club Celta de Vigo 1929-presente

Nonostante la squadra fosse stata pesantemente ridimensionata dopo la retrocessione, con la cessione degli elementi più validi e l'incorporazione di numerosi giovani provenienti dalla squadra B, nella stagione successiva il Celta ottenne subito la promozione in prima divisione.

Il Celta della stagione 2016-2017, semifinalista di Europa League.

Tornata in massima serie, nel 2005-06 ottenne un ottimo sesto posto, che permise di nuovo alla squadra galiziana di partecipare alla Coppa UEFA dell'anno successivo. La squadra fu presto eliminata in Europa dal Werder Brema ed accusò i vari fronti in cui era impegnata, precipitando al 18º posto in campionato e retrocedendo nuovamente, nonostante l'arrivo in panchina dell'ex Pallone d'Oro Hristo Stoičkov. La caduta fu causata anche da problemi economici piuttosto seri della società, che riuscì in estate tuttavia ad evitare l'amministrazione controllata. Giocò pertanto la stagione 2007-08 nella seconda divisione spagnola. Dopo alcuni anni di stazionamento nella parte medio-bassa della classifica, nel 2010-11 i dirigenti del Celta riuscirono a plasmare una buona squadra, che sfiorò di poco la promozione, perdendo ai play-off col Granada solamente ai rigori. Nel 2011-12, continuando nel solco del buon lavoro dell'anno precedente, terminò al secondo posto in campionato e ritornò dopo 5 anni in Liga. Nella stagione 2012-13 lottò per non retrocedere e, nonostante una situazione piuttosto drammatica ad inizio maggio, riuscì ad ottenere un filotto di risultati positivi che lo mantennero a galla. All'ultima giornata, costretto a vincere, non fallì l'obiettivo e si salvò a discapito del rivale Deportivo, che perse in casa con la Real Sociedad. Nel 2013 arrivò sulla panchina del Celta Luis Enrique, con cui la squadra ottenne un buon nono posto nella Liga 2013-14.
A Luis Enrique, passato ad allenare il Barcellona, subentrò l'argentino Eduardo Berizzo, ex calciatore del Celta, che rimase in carica per tre stagioni ottenendo l'ottavo posto nel 2014-15, stagione in cui la squadra colse una vittoria (1-0) contro il Barcellona che mancava al Camp Nou da oltre 70 anni. Il sesto posto del 2015-16, con conseguente ritorno nelle coppe europee, fu il miglior posizionamento dei precedenti dieci anni. La stessa stagione vide inoltre il Celta battere per 4-1 al Balaídos il Barcellona e raggiungere la semifinale di Coppa del Re, dove la squadra galiziana fu eliminata dal Siviglia dopo essersi imposta nei turni precedenti l'Atlético Madrid in una memorabile sfida di ritorno dei quarti di finale.
Nel 2016-2017 il Celta si rese protagonista di un lodevole percorso in Europa League, dove arrivò in semifinale per la prima volta nella propria storia, prima di cadere per mano del Manchester Utd (1-0 al Balaídos e 1-1 a Old Trafford), e in Coppa del Re, dove eliminò anche il Real Madrid (sconfiggendolo allo Stadio Santiago Bernabéu) prima di cadere in semifinale contro l'Alavés. In campionato la squadra pagò l'impegno europeo e non andò oltre la tredicesima posizione in graduatoria. Alla fine della stagione il tecnico argentino lasciò la panchina galiziana. Durò una sola stagione la gestione di Juan Carlos Unzué, dimessosi al termine dell'annata 2017-2018, conclusa al tredicesimo posto. Ancor più breve fu la gestione dell'argentino Antonio Mohamed, subentrato in panchina nel maggio 2018 ed esonerato il 12 novembre seguente, dopo un inizio di campionato negativo (tre vittorie in tredici giornate). Lo sostituì il portoghese Miguel Cardoso, anch'egli esonerato, agli inizi di marzo 2019, per gli scarsi risultati (11 punti in 14 partite). Fu il successore Fran Escribá a condurre la squadra, sospinta da Iago Aspas, alla salvezza, ottenuta all'ultima giornata a spese del Girona. Anche la gestione di Escribá ebbe vita breve, dato che il tecnico fu esonerato nel novembre 2019, dopo un brutto avvio di stagione. La panchina è stata poi affidata a Óscar García Junyent.
Nella stagione 2020-2021 il Celta torna a essere competitivo in campionato, concludendo all'ottavo posto in classifica.
Nella stagione 2021-2022 il Celta conclude il campionato all'undicesimo posto ottenendo una salvezza tranquilla.
Nella stagione 2024-2025, dopo alcune salvezze tranquille, il Celta si rivela la sorpresa del campionato e termina al settimo posto, conquistando la qualificazione all’Europa League dopo otto anni.

## Società

### Divise
Nonostante l'immagine tradizionale del Celta Vigo sia in maglia celeste, pantaloncini bianchi e calzettoni celesti, la prima divisa storica era in realtà totalmente differente dato che era composta da una maglia rossa, pantaloncini neri e calzettoni blu. Fu soltanto l'anno successivo, che la dirigenza decise di attuare la divisa storica ed attuale, perché fosse maggiormente fedele ai colori della bandiera galiziana.
| Prima divisa | Classica | 1995-98 | 1998-00 |  | 2001-03 |  |

### Simboli

Croce di Santiago, presente nello stemma del club

Il Celta Vigo non ha mai cambiato, se non per qualche leggera modifica estetica (il colore rosso inizialmente scelto per lo sfondo è stato sostituito da quello celeste, distintivo del club, nel 1928), il proprio stemma sociale: si tratta di uno scudo celeste, a richiamare i colori sociali del club, con impresse al centro le lettere in bianco CC, iniziali di Club Celta, sovrapposto ad una Croce di Santiago rossa, uno dei simboli più diffusi della Galizia, in particolare dell'area circostante Santiago di Compostela (tanto che anche lo SD Compostela, oggigiorno caduto nelle serie inferiori ma un tempo nel calcio professionistico, utilizza divise e stemmi molto similari ed anche il Racing Ferrol ha nello stemma una Croce di Santiago).
Nel 1923 divenne uno dei vari club calcistici a ricevere l'approvazione della corona spagnola, ereditata dai club da cui aveva tratto le origini, e pertanto ricevette il titolo di Real ("reale") nel proprio nome sociale e l'immagine di una corona reale nello stemma. Questo diritto fu concesso al Celta da Alfonso XIII e da quel momento il club fu conosciuto col nome attuale di Real Club Celta de Vigo. Tuttavia durante la Seconda repubblica spagnola (1931—1936) vennero rimossi sia il titolo che la corona, ripristinati solo durante il periodo franchista.

## Strutture

### Stadio

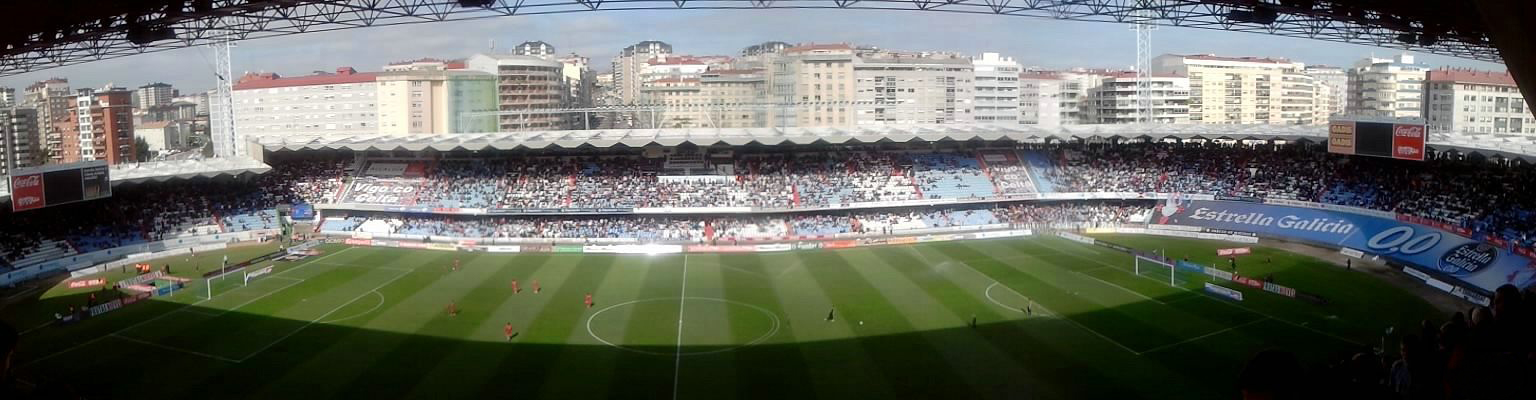
Veduta panoramica del Balaídos.

Dal 1928 il Celta disputa le proprie partite casalinghe nello Stadio Balaídos, situato a Vigo. La capienza dell'impianto (conosciuto attualmente come "Abanca-Balaídos" per motivi di sponsorizzazione) è di 29.000 spettatori.
Nella sua storia ha ospitato anche tre incontri del campionato del mondo 1982, tutti quelli della prima fase dell'Italia poi campione.

## Società

### Sponsor e fornitori tecnici
Il Celta Vigo vanta il record di maggior durata di una sponsorship in Spagna sulle divise da gioco: dalla stagione 1985–86 alla stagione 2015-16, è stata sponsorizzata dalla Citroën: il fatto non è un caso, dato che la società automobilistica francese ha vari stabilimenti in città ed è il maggior datore di lavoro di Vigo. Dalla stagione 2016-17, lo sponsor principale è il birrificio gallego Estrella Galicia. Anche per il fornitore tecnico la situazione è stata a lungo tempo similare: dopo qualche anno di fornitura Adidas, il Celta ha indossato per circa 24 anni divise Umbro, che aveva degli stabilimenti nella vicina Redondela. Dopo una parentesi di tre stagioni con fornitore tecnico l'azienda cinese Li-Ning, dalla stagione 2013-14, il fornitore tecnico è nuovamente Adidas.
| Periodo   | Fornitore tecnico | Sponsor          |
| --------- | ----------------- | ---------------- |
| 1982–1986 | Adidas            | None             |
| 1986–2010 | Umbro             | Citroën          |
| 2010-2013 | Li-Ning           | Citroën          |
| 2013-2016 | Adidas            | Citroën          |
| 2016-     | Adidas            | Estrella Galicia |

### Settore giovanile
Come molte altre società spagnole, anche il Celta Vigo possiede un distaccamento giovanile, il Real Club Celta de Vigo B (denominazione assunta solo nel 1995), che può vantare nella propria bacheca una Copa Federación de España conquistata nel 2002. Nella stagione 2019-2020 partecipa al campionato di Segunda División B.

### Calcio a 5
La società del Celta ha anche un settore dedicato al calcio a 5, autonomo rispetto al settore del calcio a 11 e costituito nel 2006 dalla fusione del Barcel Euro Puebla Fútbol Sala e del Vigo Fútbol Sala, quest'ultima con una storia di oltre quindici anni nel calcio a 5, anche se mai ai vertici di tale sport. La società risultante dalla fusione attualmente disputa la Division de Honor spagnola.

## Allenatori e presidenti
Di seguito sono riportati gli allenatori del club:
- 1927-1928  William Raeside
- 1931-1932  José Planas Artés
- 1937-1938  Ferenc Plattkó
- 1941-1944  Baltasar Albéniz
- 1945-1946  Armando
- 1946-1949  Ricardo Zamora
- 1949-1951  Luis Pasarín
- 1953-1954  Armando
- 1954-1955  Ricardo Zamora
- 1955-1956  Luis Urquiri
- 1956-1957  Alejandro Scopelli
- 1957-1960  Ricardo Zamora
- 1965-1966  Rafa Yunta
- 1966-1967  Pepe Villar
- 1967-1969  Ignacio Eizaguirre
- 1969-1970  Roque Olsen (set.-mar.)
 Pepe Villar (mar.)
 Juan Arza (mar.-apr.)
- 1970-1972  Juan Arza
- 1972-1973  Pedro Dellacha (set.-apr.)
 Juan Rodríguez Aretio (apr.-mag.)
- 1973-1974  Juan Arza
- 1974-1975  Mariano Moreno
- 1975-1976  Mariano Moreno (set.-nov.)
 Pepe Villar (nov.)
- 1976-1977  Carmelo Cedrún
- 1977-1978  Toni Cuervo (set.-ott.)
 Pepe Villar (nov.)
- 1978-1979  Laureano Ruiz
- 1980-1983  Milorad Pavić
- 1984-1985  Félix Carnero
- 1985-1986  Félix Carnero (lug.-nov.)
 José Luis García Traid (dic.-mar.)
 Pepe Villar (mar.-giu.)
- 1986-1987  Colin Addison
- 1987-1988  José María Maguregi (lug.-mar.)
 Pepe Villar (apr.-giu.)
- 1988-1989  José Manuel Díaz Novoa
- 1989-1990  José Manuel Díaz Novoa (lug.-dic.)
 Pepe Villar (dic.)
 Álvarez (dic.-mar.)
 José María Maguregi (mar.-giu.)
- 1991-1994  José Francisco Rojo
- 1994-1995  Carlos Aimar
- 1995-1997  Fernando Castro Santos
- 1997-1998  Javier Irureta
- 1998-2002  Víctor Fernández
- 2002-2003  Miguel Ángel Lotina
- 2003-2004  Miguel Ángel Lotina (lug.-gen.)
 Félix Carnero (gen.)
 Radomir Antić (gen.-mar.)
 Félix Carnero (apr.-giu.)
- 2004-2006  Fernando Vázquez
- 2006-2007  Fernando Vázquez (lug.-apr.)
 Hristo Stoichkov (apr.-giu.)
- 2007-2008  Hristo Stoichkov (lug.-ott.)
 Juan Ramón López Caro (ott.-giu.)
- 2008-2009  José Murcia (lug.-mar.)
 Eusebio Sacristán (mar.-giu.)
- 2010-2012  Paco Herrera
- 2012-2013  Paco Herrera (lug.-feb.)
 Abel Resino (feb.-giu.)
- 2013-2014  Luis Enrique
- 2014-2017  Eduardo Berizzo
- 2017-2018  Juan Carlos Unzué
- 2018-2019  Antonio Mohamed (lug.-nov.)
 Miguel Cardoso (nov.-mar.)
 Fran Escribá (mar.-giu.)
- 2019-2020  Fran Escribá (lug.-nov.)
 Óscar García Junyent (nov.-lug. )
- 2020-2021  Óscar García Junyent (sett.-nov.)
 Eduardo Coudet (nov.-giu.)
- 2021-2022  Eduardo Coudet
- 2022-2023  Eduardo Coudet (lug.-nov.)
 Carlos Carvalhal (nov.-lug. )
- 2023-2024  Rafael Benítez (lug.-mar.)
 Claudio Giráldez (mar.-giu.)
- 2024-  Claudio Giráldez

## Calciatori

### Vincitori di titoli
Campioni del Sudamerica
- Fabián Orellana (USA 2016)
- Marcelo Díaz (USA 2016)
- Pablo Hernández (USA 2016)

## Palmarès

### Competizioni nazionali
- Segunda División: 4

1934-1935 (gruppo I), 1935-1936 (gruppo I), 1981-1982, 1991-1992
- Segunda División B: 1

1980-1981 (gruppo I)
- Tercera División: 1

1930-1931

### Competizioni internazionali
- Coppa Intertoto UEFA: 1

2000

### Competizioni regionali
- Campionato galeico: 6

1924, 1925, 1926, 1930, 1932, 1934
- Campionato asturo-galeico: 1

1935
- Coppa Xunta de Galicia: 2

2007, 2008

### Trofei amichevoli
- Trofeo Ciudad de Vigo: 22 (record)

1972, 1973, 1975, 1976, 1980, 1984, 1986, 1988, 1991, 1992, 1993, 1994, 1997, 1998, 1999, 2000, 2002, 2005, 2006, 2008, 2009, 2012
- Trofeo Memorial Quinocho: 14

1995, 1996, 1998, 1999, 2000, 2001, 2002, 2003, 2004, 2005, 2007, 2008, 2009, 2011, 2015
- Trofeo Teresa Herrera: 1

1999
- Trofeo Xacobeo: 1

1999
- Trofeo TIM: 1

2016

### Altri piazzamenti
- Coppa di Spagna:

Finalista: 1947-1948, 1993-1994, 2000-2001
Semifinalista: 1925, 1926, 1932, 1941, 1967-1968, 1996-1997, 2015-2016, 2016-2017
- Segunda División:

Secondo posto: 1959-1960 (gruppo I), 1960-1961 (gruppo I), 1965-1966 (gruppo I), 1968-1969, 1975-1976, 2004-2005, 2011-2012
Terzo posto: 1944-1945, 1966-1967 (gruppo I), 1967-1968 (gruppo I), 1977-1978, 1984-1985
- UEFA Europa League:

Semifinalista: 2016-2017

## Partecipazione ai campionati e ai tornei internazionali

### Campionati nazionali
Dalla stagione 1928-1929 al 2024-2025 il club ha ottenuto le seguenti partecipazioni ai campionati nazionali:
| Livello | Categoria        | Partecipazioni | Debutto   | Ultima stagione | Totale |
| ------- | ---------------- | -------------- | --------- | --------------- | ------ |
| 1º      | Primera División | 60             | 1939-1940 | 2025-2026       | 60     |
| 2º      | Segunda División | 33             | 1928-1929 | 2011-2012       | 33     |
| 3º      | Tercera División | 1              | 1930-1931 | 1930-1931       | 1      |

### Tornei internazionali
Il Celta ha vinto un trofeo internazionale, la Coppa Intertoto 2000. A parte questo, il miglior risultato generale è la semifinale, che è stata raggiunta nella UEFA Europa League 2016-2017: è stato però sconfitto dai futuri campioni del Manchester Utd. Di rilievo anche il cammino nell'unica partecipazione alla Champions League, nella stagione 2003-2004: dopo essersi qualificato alla fase a gironi, accede come secondo dietro al Milan agli ottavi: è qui battuto dall'Arsenal.
Alla stagione 2025-2026 il club ha ottenuto le seguenti partecipazioni ai tornei internazionali:
| Categoria                           | Partecipazioni | Debutto   | Ultima stagione |
| ----------------------------------- | -------------- | --------- | --------------- |
| Coppa dei Campioni/Champions League | 1              | 2003-2004 | 2003-2004       |
| Coppa UEFA/UEFA Europa League       | 9              | 1971-1972 | 2025-2026       |
| Coppa Intertoto                     | 1              | 2000      | 2000            |

### Statistiche nelle competizioni UEFA
Tabella aggiornata alla fine della stagione 2021-2022.
| Competizione                  | Partecipazioni | G  | V  | N  | P  | RF  | RS |
| ----------------------------- | -------------- | -- | -- | -- | -- | --- | -- |
| UEFA Champions League         | 1              | 10 | 3  | 3  | 4  | 12  | 13 |
| Coppa UEFA/UEFA Europa League | 8              | 62 | 29 | 16 | 19 | 101 | 62 |
| Coppa Intertoto               | 1              | 6  | 5  | 1  | 0  | 12  | 5  |

## Tifoseria

### Gemellaggi e rivalità
La rivalità maggiormente sentita dai tifosi del Celta è sicuramente quella nei confronti del Deportivo La Coruña. Le due compagini sono infatti le due più titolate della regione, e disputano il cosiddetto Derby della Galizia. Invece è presente un rapporto di amicizia tra la tifoseria del Celta e quella dei baschi dell'Athletic Club.

## Organico

### Rosa 2025-2026
Rosa e numerazione aggiornate al 27 luglio 2025.
| N. |                      | Ruolo | Calciatore            |
| -- | -------------------- | ----- | --------------------- |
| 1  | Spagna (bandiera)    | P     | Iván Villar           |
| 2  | Svezia (bandiera)    | D     | Carl Starfelt         |
| 3  | Spagna (bandiera)    | D     | Óscar Mingueza        |
| 5  | Spagna (bandiera)    | D     | Sergio Carreira       |
| 6  | Guinea (bandiera)    | C     | Ilaix Moriba          |
| 7  | Spagna (bandiera)    | A     | Borja Iglesias        |
| 8  | Spagna (bandiera)    | C     | Fran Beltrán          |
| 10 | Spagna (bandiera)    | A     | Iago Aspas (capitano) |
| 11 | Argentina (bandiera) | C     | Franco Cervi          |
| 12 | Spagna (bandiera)    | C     | Alfon González        |
| 13 | Spagna (bandiera)    | P     | Vicente Guaita        |
| 14 | Spagna (bandiera)    | C     | Iker Losada           |
| 16 | Brasile (bandiera)   | C     | Jailson               |

| N. |                      | Ruolo | Calciatore       |
| -- | -------------------- | ----- | ---------------- |
| 18 | Spagna (bandiera)    | A     | Pablo Durán      |
| 19 | Svezia (bandiera)    | C     | Williot Swedberg |
| 20 | Spagna (bandiera)    | D     | Marcos Alonso    |
| 21 | Serbia (bandiera)    | D     | Mihailo Ristić   |
| 22 | Spagna (bandiera)    | D     | Javier Manquillo |
| 23 | Argentina (bandiera) | A     | Tadeo Allende    |
| 24 | Spagna (bandiera)    | D     | Carlos Domínguez |
| 25 | Spagna (bandiera)    | C     | Damián Rodríguez |
| 28 | Spagna (bandiera)    | C     | Fer López        |
| 29 | Spagna (bandiera)    | D     | Yoel Lago        |
| 30 | Spagna (bandiera)    | C     | Hugo Álvarez     |
| 33 | Spagna (bandiera)    | C     | Hugo Sotelo      |
| 38 | Romania (bandiera)   | P     | Ionuț Radu       |
|    | Ghana (bandiera)     | D     | Joseph Aidoo     |